# رایس (مینه‌سوتا)
رایس، مینه‌سوتا (به انگلیسی: Rice, Minnesota) یک شهر در ایالات متحده آمریکا است که در شهرستان بنتون واقع شده است.

## خصوصیات
رایس ۱۴٫۷۹ کیلومترمربع مساحت و ۱٬۲۷۵ نفر جمعیت دارد و ۳۲۴ متر بالاتر از سطح دریا واقع شده است.